# Nati nel 1949/Novembre
| Questa pagina contiene informazioni ricavate automaticamente dalle voci biografiche con l'ausilio del template Bio e di un bot. L'aggiornamento è periodico e automatico e ricostruisce completamente la pagina. Se manca una persona in questa lista, sei pregato di non aggiungerla, ma accertati piuttosto che la sua voce biografica contenga il template Bio e che i dati anagrafici siano correttamente compilati. Se il template Bio manca, inseriscilo tu stesso o, in alternativa, metti l'avviso {{tmp\|Bio}} che ne segnala la mancanza. Se i dati riportati sono sbagliati, correggi direttamente la voce biografica; le modifiche saranno visibili in questa lista entro pochi giorni. Per chiarimenti vedi il progetto biografie. La lista contiene solo le 248 persone che sono citate nell'enciclopedia e per le quali è stato implementato correttamente il template Bio. Pagina aggiornata al 18 ago 2025. |

- 1º novembre - Jeannie Berlin, attrice e sceneggiatrice statunitense
- 1º novembre - Homi K. Bhabha, filosofo indiano
- 1º novembre - Bernhard Cullmann, ex calciatore tedesco
- 1º novembre - David Foster, tastierista, produttore discografico e compositore canadese
- 1º novembre - Michael Douglas Griffin, fisico e ingegnere statunitense
- 1º novembre - Rainer Hunold, attore tedesco
- 1º novembre - Mihály Kozma, ex calciatore ungherese
- 1º novembre - Bella La Rosa, modella venezuelana
- 1º novembre - Vladimir Malygin, allenatore di calcio e ex calciatore sovietico
- 1º novembre - Raffaele Minichiello, militare italiano
- 1º novembre - Evgenij Vasil'evič Mironov, ex pesista sovietico
- 1º novembre - Mauro Paoluzzi, compositore, arrangiatore e produttore discografico italiano
- 1º novembre - Florence Steurer, ex sciatrice alpina francese
- 2 novembre - Franco Berardi, attivista e saggista italiano
- 2 novembre - Dino Gobbi, ex calciatore italiano
- 2 novembre - Mineko Iwasaki, giapponese
- 2 novembre - Lelio Lazzarini, pittore e ex rugbista a 15 italiano
- 2 novembre - Lois McMaster Bujold, scrittrice statunitense
- 2 novembre - Frankie Miller, cantante e compositore scozzese
- 2 novembre - Hermann Ohlicher, ex calciatore tedesco
- 2 novembre - Alfred Riedl, calciatore e allenatore di calcio austriaco († 2020)
- 2 novembre - Gigi Sammarchi, attore e comico italiano
- 2 novembre - José Luis Viejo, ciclista su strada spagnolo († 2014)
- 2 novembre - Dave Wohl, ex cestista, allenatore di pallacanestro e dirigente sportivo statunitense
- 3 novembre - Josep Maria Abella Batlle, missionario e vescovo cattolico spagnolo
- 3 novembre - Doc Comparato, drammaturgo, autore televisivo e sceneggiatore brasiliano
- 3 novembre - Jack Epps Jr., sceneggiatore statunitense
- 3 novembre - Mike Evans, attore statunitense († 2006)
- 3 novembre - Eduardo Ferro Rodrigues, politico portoghese
- 3 novembre - Luigi Giuliano, mafioso e collaboratore di giustizia italiano
- 3 novembre - Aleksandr Borisovič Gradskij, cantante e compositore sovietico († 2021)
- 3 novembre - Larry Holmes, ex pugile statunitense
- 3 novembre - Sergio Iritale, politico italiano
- 3 novembre - Roswitha Krause, ex nuotatrice e pallamanista tedesca
- 3 novembre - Umberto Scarimboli, dirigente d'azienda italiano
- 3 novembre - Anna Wintour, giornalista e editrice britannica
- 3 novembre - Nando dalla Chiesa, scrittore, sociologo e politico italiano
- 4 novembre - Garo Aida, fotografo giapponese
- 4 novembre - Mansueto Bianchi, vescovo cattolico italiano († 2016)
- 4 novembre - Vittorio De Scalzi, cantante, polistrumentista e compositore italiano († 2022)
- 4 novembre - Daniel Faraldo, attore e sceneggiatore statunitense
- 4 novembre - David Stahl, direttore d'orchestra statunitense († 2010)
- 4 novembre - Giacomo Stella, psicologo italiano
- 4 novembre - Ajahn Sucitto, monaco buddista britannico
- 4 novembre - Berlinda Tolbert, attrice statunitense
- 4 novembre - Giuseppe Valà, ex calciatore italiano
- 4 novembre - Nguyen Van Chieu, artista marziale vietnamita († 2020)
- 4 novembre - Philip Yancey, giornalista, scrittore e educatore statunitense
- 5 novembre - Angelo Compagnon, politico italiano
- 5 novembre - Serge Gruzinski, storico francese
- 5 novembre - Emilio Nessi, giornalista italiano († 2009)
- 5 novembre - Armin Shimerman, attore e doppiatore statunitense
- 5 novembre - Federico Tavan, poeta italiano († 2013)
- 6 novembre - Rory Block, cantante e chitarrista statunitense
- 6 novembre - Brad Davis, attore e attivista statunitense († 1991)
- 6 novembre - Harald Ehrig, ex slittinista tedesco orientale
- 6 novembre - Ariel Henry, politico haitiano
- 6 novembre - Adriano Maleiane, politico e economista mozambicano
- 6 novembre - Werner Mattle, ex sciatore alpino svizzero
- 6 novembre - Arturo Sandoval, trombettista e pianista cubano
- 6 novembre - Ernest Thompson, drammaturgo, sceneggiatore e regista statunitense
- 6 novembre - Steve Windom, politico statunitense
- 7 novembre - Aishwarya Rajya Lakshmi Devi, regina nepalese († 2001)
- 7 novembre - Guillaume Faye, giornalista e scrittore francese († 2019)
- 7 novembre - Riccardo Sesani, regista e sceneggiatore italiano
- 7 novembre - Steven Stucky, compositore statunitense († 2016)
- 7 novembre - Judy Tenuta, attrice, comica e musicista statunitense († 2022)
- 8 novembre - Biagio Abrate, generale italiano
- 8 novembre - Steve Bolton, chitarrista britannico
- 8 novembre - Gianni Bono, storico italiano
- 8 novembre - Guido Melis, politico e storico italiano
- 8 novembre - Russell Mittermeier, antropologo e zoologo statunitense
- 8 novembre - Bonnie Raitt, cantante e chitarrista statunitense
- 8 novembre - Eduardo Ramos, ex calciatore messicano
- 8 novembre - Cor Vriend, ex maratoneta olandese
- 9 novembre - Tommy Booth, ex calciatore e allenatore di calcio britannico
- 9 novembre - Vassili Campatelli, politico italiano
- 9 novembre - Angelo Capodicasa, ex politico italiano
- 9 novembre - Len Renery, ex calciatore inglese
- 9 novembre - Paola Senatore, attrice italiana
- 10 novembre - Brad Ashford, politico statunitense († 2022)
- 10 novembre - Roberto Briglia, giornalista e dirigente d'azienda italiano
- 10 novembre - Susan Britton, cestista statunitense († 2022)
- 10 novembre - Mustafa Denizli, allenatore di calcio e ex calciatore turco
- 10 novembre - Cherri Rapp, ex cestista e allenatrice di pallacanestro statunitense
- 10 novembre - Ann Reinking, attrice, ballerina e coreografa statunitense († 2020)
- 10 novembre - Michio Yasuda, ex calciatore giapponese
- 11 novembre - Aitor Aguirre, ex calciatore spagnolo
- 11 novembre - Safet Berisha, calciatore albanese († 2016)
- 11 novembre - Ismail Petra di Kelantan, sovrano malese († 2019)
- 11 novembre - Dīmītrīs Kokolakīs, ex cestista greco
- 11 novembre - Aurora McKenny Pijuan, modella filippina
- 11 novembre - Lenora Nemetz, attrice, cantante e ballerina statunitense
- 12 novembre - Gregory Michael Aymond, arcivescovo cattolico statunitense
- 12 novembre - Rino Di Meglio, sindacalista italiano
- 12 novembre - Charlie Lowery, ex cestista statunitense
- 12 novembre - Renato Martini, maratoneta e mezzofondista italiano († 2016)
- 12 novembre - Fausto Polidori, allenatore di pallavolo italiano
- 12 novembre - Haroon Rahim, ex tennista pakistano
- 12 novembre - Jack Reed, politico, militare e avvocato statunitense
- 12 novembre - Gilberto Squizzato, giornalista, regista e autore televisivo italiano
- 12 novembre - Wang Fuli, attrice cinese
- 13 novembre - Javier Busto, compositore e direttore di coro spagnolo
- 13 novembre - Riccardo Di Segni, medico e rabbino italiano
- 13 novembre - Gérard Lelièvre, ex marciatore francese
- 13 novembre - Nadia Masini, politica italiana
- 13 novembre - Francis Mifsud, ex calciatore maltese
- 13 novembre - Maurizio Rattini, politico sammarinese
- 13 novembre - Terry Reid, cantante e chitarrista britannico († 2025)
- 14 novembre - Paola Balducci, politica e giurista italiana
- 14 novembre - Karen Budge, ex sciatrice alpina statunitense
- 14 novembre - Enzo Cucchi, artista, pittore e scultore italiano
- 14 novembre - Linda DeScenna, scenografa statunitense
- 14 novembre - Gary Grubbs, attore statunitense
- 14 novembre - Gerardo Rocconi, vescovo cattolico italiano
- 14 novembre - Boutros Romhein, scultore siriano
- 14 novembre - Tassadit Yacine, antropologa berbera
- 14 novembre - James Young, chitarrista statunitense
- 15 novembre - Giancarlo Berardi, fumettista italiano
- 15 novembre - Giucas Casella, illusionista e personaggio televisivo italiano
- 15 novembre - Steve Fossen, bassista statunitense
- 15 novembre - Arlindo Gomes Furtado, cardinale e vescovo cattolico capoverdiano
- 15 novembre - Lesley Hamerton, ex cestista canadese
- 15 novembre - Jean de Breteuil, nobile e criminale francese († 1972)
- 15 novembre - Candy Montgomery, statunitense
- 15 novembre - Franz Arthur Pahl, politico italiano
- 15 novembre - Kęstutis Šapka, ex altista sovietico
- 16 novembre - William Ackerman, chitarrista e compositore statunitense
- 16 novembre - Michel Daerden, politico belga († 2012)
- 16 novembre - Francesco La Motta, funzionario e prefetto italiano
- 16 novembre - Mario Morroni, economista italiano
- 16 novembre - Vantuir, ex calciatore brasiliano
- 17 novembre - Jon Avnet, produttore cinematografico, produttore televisivo e regista statunitense
- 17 novembre - John Boehner, ex politico statunitense
- 17 novembre - Nguyễn Tấn Dũng, politico vietnamita
- 17 novembre - José Graziano da Silva, agronomo brasiliano
- 17 novembre - Thomas Hill, ex ostacolista statunitense
- 17 novembre - José Márcio Pereira da Silva, ex calciatore brasiliano
- 17 novembre - Stefania Tozzi, cantante italiana
- 17 novembre - Michael Wenden, ex nuotatore australiano
- 17 novembre - Yoshito Yasuhara, attore e doppiatore giapponese
- 18 novembre - Enrica Bonaccorti, conduttrice televisiva, conduttrice radiofonica e paroliera italiana
- 18 novembre - Hans Müller, pilota motociclistico svizzero
- 18 novembre - Herman Rarebell, batterista tedesco
- 18 novembre - Billy Shepherd, ex cestista statunitense
- 18 novembre - Bonnie St. Claire, cantante olandese
- 18 novembre - Ahmed Zaki, attore egiziano († 2005)
- 19 novembre - Freya Aswynn, musicista, pittrice e astrologa olandese
- 19 novembre - Michael Barton, ittiologo statunitense
- 19 novembre - Amy Gutmann, politologa statunitense
- 19 novembre - Nikolaj Karpov, attore teatrale russo († 2014)
- 19 novembre - Ahmad Rashād, ex giocatore di football americano statunitense
- 19 novembre - Chito Reyes, ex cestista messicano
- 19 novembre - Paolo Emilio Taddei, politico italiano († 2014)
- 20 novembre - Bruno Bracalente, docente e politico italiano
- 20 novembre - Jeff Dowd, produttore cinematografico statunitense
- 20 novembre - Thelma Drake, politica statunitense
- 20 novembre - Tamagnini Manuel Gomes Baptista, ex calciatore portoghese
- 20 novembre - Ulf Lundell, scrittore, cantante e cantautore svedese
- 20 novembre - Juha Mieto, politico, giornalista e ex fondista finlandese
- 20 novembre - René Notten, allenatore di calcio e calciatore olandese († 1995)
- 20 novembre - Carlo Maria Oliva, diplomatico italiano
- 20 novembre - Massimo Paronuzzi, ex cestista italiano
- 20 novembre - Alejandro Pierola, ex tennista cileno
- 20 novembre - Fio Zanotti, musicista, compositore e arrangiatore italiano
- 21 novembre - Kazumasa Hirai, ex sollevatore giapponese
- 21 novembre - Anatolij Kuksov, calciatore e allenatore di calcio sovietico († 2022)
- 21 novembre - Lars Leijonborg, politico svedese
- 21 novembre - Juan Alberto Puiggari, arcivescovo cattolico argentino
- 21 novembre - Ignazio Visco, economista e banchiere italiano
- 22 novembre - Godfrey Bloom, ex politico britannico
- 22 novembre - Walter Franzot, allenatore di calcio e ex calciatore italiano
- 22 novembre - Reiner Geye, calciatore tedesco occidentale († 2002)
- 22 novembre - John Grant, scrittore e curatore editoriale britannico († 2020)
- 22 novembre - Laurence Mark, produttore cinematografico statunitense
- 22 novembre - Cecilia Molinari, ex velocista italiana
- 22 novembre - Klaus Neubert, ex canottiere tedesco
- 22 novembre - Joseph Nguyễn Chí Linh, arcivescovo cattolico vietnamita
- 22 novembre - Andres Põder, arcivescovo luterano estone
- 22 novembre - Mauro Zani, politico italiano
- 23 novembre - Gilles Delaigue, ex rugbista a 15 francese
- 23 novembre - Horst Dröse, hockeista su prato tedesco
- 23 novembre - Marcia Griffiths, cantante giamaicana
- 23 novembre - Gayl Jones, scrittrice, poetessa e drammaturga statunitense
- 23 novembre - Olle Nordin, allenatore di calcio e ex calciatore svedese
- 23 novembre - Alan Paul, cantante, compositore e arrangiatore statunitense
- 23 novembre - Leonard Shaw, tastierista, polistrumentista e compositore canadese
- 23 novembre - Eric Van Rompuy, politico belga
- 23 novembre - Jerry Ver Dorn, attore statunitense († 2022)
- 24 novembre - Henry Bibby, ex cestista e allenatore di pallacanestro statunitense
- 24 novembre - Alfonso Borghi, cantautore italiano
- 24 novembre - Giorgio Bornacin, politico italiano († 2023)
- 24 novembre - Marianna Brummer, ex tennista sudafricana
- 24 novembre - Pierre Buyoya, politico e militare burundese († 2020)
- 24 novembre - Damon Evans, attore statunitense
- 24 novembre - Dušan Galis, allenatore di calcio e ex calciatore cecoslovacco
- 24 novembre - Paul Jungbluth, politico olandese
- 24 novembre - Erwin Neutzsky-Wulff, scrittore danese
- 24 novembre - Linda Tripp, funzionaria statunitense († 2020)
- 25 novembre - Rocco Commisso, imprenditore, dirigente d'azienda e dirigente sportivo italiano
- 25 novembre - Giorgio Graffi, glottologo e linguista italiano
- 25 novembre - Paola Musiani, cantante italiana († 1985)
- 25 novembre - Margherita Parrilla, ballerina italiana
- 25 novembre - Valter Costa, ex calciatore portoghese
- 26 novembre - José Miguel Álvarez Pozo, cestista cubano († 2016)
- 26 novembre - Sheila Armstrong, schermitrice statunitense († 2010)
- 26 novembre - Shlomo Artzi, cantante e cantautore israeliano
- 26 novembre - Giuliana Gamba, regista, sceneggiatrice e produttrice cinematografica italiana
- 26 novembre - Peter Christian Gøtzsche, medico danese
- 26 novembre - Letizia Moratti, politica e dirigente d'azienda italiana
- 26 novembre - Ivan Patzaichin, canoista rumeno († 2021)
- 26 novembre - Eugenio Picozza, giurista italiano
- 26 novembre - Andrzej Rzepliński, criminologo e giudice polacco
- 26 novembre - Gerd Schellenberg, calciatore tedesco orientale († 2018)
- 26 novembre - Trevor Storton, calciatore inglese († 2011)
- 27 novembre - Piera Capitelli, politica italiana
- 27 novembre - Gerrit Graham, attore e compositore statunitense
- 27 novembre - Jim Price, ex cestista e allenatore di pallacanestro statunitense
- 27 novembre - Masanori Sekiya, ex pilota automobilistico giapponese
- 27 novembre - András Stark, ex sollevatore ungherese
- 27 novembre - Fabio Treves, cantante e armonicista italiano
- 27 novembre - Dennis Tueart, ex calciatore inglese
- 28 novembre - Jean-Charles de Castelbajac, stilista francese
- 28 novembre - Tony Cicco, batterista, tastierista e cantante italiano
- 28 novembre - Marek Dąbrowski, ex schermidore polacco
- 28 novembre - Giancarlo Dal Forno, ex arbitro di calcio italiano
- 28 novembre - Alexander Godunov, ballerino, attore e insegnante sovietico († 1995)
- 28 novembre - Mike Haluchak, allenatore di football americano e ex giocatore di football americano statunitense
- 28 novembre - Kyoko Mizuki, scrittrice giapponese
- 28 novembre - Paul Shaffer, tastierista, compositore e personaggio televisivo canadese
- 28 novembre - Gianluigi Stanga, dirigente sportivo italiano
- 28 novembre - Corneliu Vadim Tudor, politico rumeno († 2015)
- 29 novembre - Radojko Avramović, allenatore di calcio e ex calciatore serbo
- 29 novembre - Ubaldo Bonuccelli, neurologo e scrittore italiano († 2025)
- 29 novembre - Dave Bright, ex calciatore inglese
- 29 novembre - Kenneth Cameron, ex astronauta e ingegnere statunitense
- 29 novembre - Steven James, ex calciatore inglese
- 29 novembre - Jerry Lawler, wrestler e personaggio televisivo statunitense
- 29 novembre - Dutch Mantel, ex wrestler statunitense
- 29 novembre - Vladimir Mendelssohn, compositore, violista e insegnante rumeno († 2021)
- 29 novembre - Goro Miyazawa, goista giapponese
- 29 novembre - Stan Rogers, cantautore canadese († 1983)
- 29 novembre - Garry Shandling, comico, cabarettista e attore statunitense († 2016)
- 30 novembre - Jim Chones, ex cestista statunitense
- 30 novembre - Matthew Festing, religioso britannico († 2021)
- 30 novembre - Linda Gustavson, ex nuotatrice statunitense
- 30 novembre - Theodoros Pallas, calciatore greco († 2025)
- 30 novembre - Margaret Whitton, attrice statunitense († 2016)